# Террин
Терри́н (фр. Terrine) — блюдо из овощей, мяса или рыбы, нечто среднее между запеканкой и паштетом.

## Компоненты
Террины приготавливают из мясного фарша, печени или рубленого филе красной и белой рыбы, запеченных в керамической форме с плотной крышкой (собственно, террине), добавляя по желанию сливки, различные овощи, фисташки и пряности. Традиционно террины заливают ланспиком — желейной «рубашкой», защищающей блюдо от высыхания. В мясных терринах иногда вместо желе используют шпик, роль которого заключается всё в том же сохранении нежности, сочности блюда. Наряду с этим, существуют и сладкие десертные террины, в состав которых входят фрукты, ягоды, желатин, сливки, йогурт.

## Приготовление
Продукты, которые используют для приготовления терринов, либо перемалывают в фарш, либо нарезают пластинками, либо сочетают оба способа. Подготовленные ингредиенты (иногда послойно) укладывают в керамическую форму с крышкой — «террин» — и запекают. Готовое блюдо подают охлажденным.
Существуют также террины холодного приготовления. Обычно это овощные или рыбные террины. Необходимо отваренные продукты измельчить выбранным способом, залить подготовленным желатином, перемешать, поместить в форму под крышку и подержать в холодильнике не менее 10 часов.